# Kasia Babis
Katarzyna Monika (Kasia) Babis (sinh ngày 20 tháng 12 năm 1992 tại Lublin)  là tác giả Ba Lan về truyện tranh, họa sĩ hoạt họa, tác giả của nhiều bộ sách thiếu nhi. Cô còn là nhà hoạt động chính trị. Cô sử dụng bút danh Kiciputek  và Kittypat.

## Nghề nghiệp
Kasia Babis xuất bản webcomics trên blog Kącik Kiciputka bằng tiếng Ba Lan từ năm 2012 và trên Kittypat Daily bằng tiếng Anh từ năm 2016. Bản in đầu tiên là truyện tranh Tequila năm 2014 do Łukasz Śmigiel lên kịch bản, được chú ý là một trong những truyện tranh Ba Lan huy động vốn từ cộng đồng thành công đầu tiên. Cùng năm, số đầu tiên của truyện tranh Rag & Bones được xuất bản, do Dominik Szcześniak viết. Phong cách vẽ của Kasia Babis lấy ý tưởng của hai họa sĩ Katarzyna Berenika Miszczuk và Marta Kisiel-Małecka. Tác phẩm sách thiếu nhi đầu tay là Maja z Księżyca được đề cử cho Giải thưởng Văn học Thành phố Warszawa. Kể từ năm 2017, cô xuất bản truyện tranh tiếng Anh trên trang The Nib. và vào năm 2019 phim hoạt hình của cô được  The New Yorker xuất bản trên báo. Truyện tranh của cô thường có nội dung châm biếm chính trị nữ quyền. Năm 2017, cô sáng tạo nghệ thuật cho trò chơi điện tử tại 11 bit studio.

## Chính trị
Năm 2015, cô gia nhập đảng chính trị cánh tả mới thành lập Razem. Cô đã tranh cử trong cuộc bầu cử quốc hội Ba Lan năm 2015 trong danh sách ứng cử viên Lublin của Razem. Cô nhận được 631 phiếu bầu. Vào tháng 5 năm 2016, cô được bầu vào Hội đồng Quốc gia của Razem. Vào tháng 9 năm 2016, cô tổ chức các cuộc biểu tình ở Lublin chống lại dự luật cấm phá thai ở Ba Lan.